# Jerissa
Jerissa o Djerissa (àrab: الجريصة, al-Jarīṣa) és una ciutat de Tunísia, al sud de la governació del Kef, amb una població d'aproximadament 12.000 habitants incloent al ciutat mateixa i els nuclis annexes. És capçalera d'una delegació amb 14.420 habitants al cens del 2004.

## Economia
A la rodalia s'exploten mines de ferro a la zona del Djebel Slata. L'explotació era a càrrec de la societat estatal Société du Djebel Djérissa. Tanmateix, no hi ha cap zona industrial per la transformació in situ. L'agricultura hi és una activitat secundària. Una via de ferrocarril uneix les mines amb la ciutat que és un nus ferroviari que divideix les línies que van cap al nord, a Tunis, i les que van cap al sud.

## Administració
És el centre de la delegació o mutamadiyya homònima, amb codi geogràfic 23 58 (ISO 3166-2:TN-12), dividida en sis sectors o imades:
- Djerissa Centre (23 58 51)
- Djérissa Nord (23 58 52)
- Djerissa Sud (23 58 53)
- Besseriana (23 58 54)
- Fej Ettameur (23 58 55)
- Enneayem (23 58 56)

Al mateix temps, forma una municipalitat o baladiyya (codi geogràfic 23 19).